# Cileng
Cileng is een bestuurslaag in het regentschap Magetan van de provincie Oost-Java, Indonesië. Cileng telt 3500 inwoners (volkstelling 2010).